# Lukas Lerager
Lukas Lerager (Gladsaxe, 12 de julio de 1993) es un futbolista danés que juega en la demarcación de centrocampista para el F. C. Copenhague de la Superliga de Dinamarca.

## Trayectoria
En la temporada 2014-15 fue campeón de la Primera División de Dinamarca con el Viborg FF. Jugó la Superliga de Dinamarca 2015-16 donde fue una de las figuras de su equipo.
A mediados de 2016 se marchó a Bélgica, para fichar por SV Zulte Waregem por 400 miles €. Fue una de las figuras del equipo, ayudándole a clasificar a los playoffs por el título. Jugó al lado de sus compatriota Henrik Dalsgaard.
El 11 de junio de 2017 se confirmó el traspaso de Lerager al F. C. Girondins de Burdeos por 4 años, la cifra de dicha operación fue de 3,50 mill. €. Además jugó la Liga Europa 2018-19. Fue dirigido por el uruguayo Gustavo Poyet, además de jugar al lado de su compatriota Martin Braithwaite.
En enero de 2019 fue cedido al Genoa C. F. C. hasta final de temporada con opción de compra. En abril del mismo año, esta opción se hizo efectiva al jugar más del 50% de los partidos.
El 1 de febrero de 2021 regresó a Dinamarca para jugar cedido en el F. C. Copenhague hasta final de temporada en un acuerdo que incluía una opción de compra al término de la misma.

## Selección nacional
Tras jugar con la selección de fútbol sub-18 de Dinamarca, la sub-19, la sub-20 y la sub-21, finalmente el 6 de junio de 2017 hizo su debut con la selección absoluta en un encuentro amistoso contra Alemania que finalizó con un resultado de empate a uno tras los goles de Christian Eriksen para Dinamarca, y de Joshua Kimmich para Alemania.

## Clubes
| Club                      | País      | Año       | Partidos | Goles |
| ------------------------- | --------- | --------- | -------- | ----- |
| AB                        | Dinamarca | 2011-2013 | 48       | 3     |
| Viborg FF                 | Dinamarca | 2013-2016 | 70       | 2     |
| S. V. Zulte Waregem       | Bélgica   | 2016-2017 | 42       | 5     |
| F. C. Girondins de Burdos | Francia   | 2017-2019 | 68       | 3     |
| Genoa C. F. C.            | Italia    | 2019-2021 | 55       | 3     |
| F. C. Copenhague          | Dinamarca | 2021-     | 187      | 31    |

## Palmarés

### Campeonatos nacionales
| Título                        | Club             | País      | Año  |
| ----------------------------- | ---------------- | --------- | ---- |
| Primera División de Dinamarca | Viborg FF        | Dinamarca | 2015 |
| Copa de Bélgica               | SV Zulte Waregem | Bélgica   | 2017 |
| Superliga de Dinamarca        | F. C. Copenhague | Dinamarca | 2022 |
| Copa de Dinamarca             | F. C. Copenhague | Dinamarca | 2023 |
| Superliga de Dinamarca        | F. C. Copenhague | Dinamarca | 2023 |
| Superliga de Dinamarca        | F. C. Copenhague | Dinamarca | 2025 |
| Copa de Dinamarca             | F. C. Copenhague | Dinamarca | 2025 |